# 전투원, 파견합니다!

로고

전투원, 파견합니다!(戦闘員、派遣します!)는 아카츠키 나츠메가 원작한 일본의 라이트 노벨 소설 작품이다. 「소설가가 되자」에서 웹 소설로 발간. 2011년 11월부터 카도카와 스니커 문고(KADOKAWA)에서 간행.

## 줄거리
대기업이지만 세계 정복을 내세우는 비밀 결사 "키사라기"는 영웅들을 타도하고 목적을 달성하고 있는 가운데 침략 후에 생기는 전투원의 정리하고 문제를 해결하기 위해 다른 행성 침략을 계획한다. 그 첨병으로 뽑힌 전투원 6호는 보조로 제작된 안드로이드의 앨리스=키사라기를 동반해 어쩔 수 없이 지구와 유사한 행성으로 전송된다.
목적지에 도착한 6호는 침략지가 될 행성이 판타지 같은 세계이며, 또한 그 땅의 인간이 마왕군 되는 침략자와 전쟁을 치르고 있음을 알게 된다. 인간이 다스리는 그레이스 왕국에 전투의 프로로서 잠입한 6호는 어딘가 악이 눈에 띄는 성격을 가진 인물들을 현지에서 소집하면서 조사나 침략작전을 전개해 간다.